# Nicole Eibl
Nicole Eibl (8 dicembre 2003) è una sciatrice alpina austriaca.

## Biografia
Specialista delle prove veloci attiva dal novembre del 2019, Nicole Eibl ha esordito in Coppa Europa il 26 gennaio 2022 a Sankt Anton am Arlberg in discesa libera, senza completare la prova, e ai Mondiali juniores di Alta Savoia 2024 ha conquistato la medaglia di bronzo nel supergigante; non ha debuttato in Coppa del Mondo e non ha preso parte a rassegne olimpiche o iridate.

## Palmarès

### Mondiali juniores
- 1 medaglia:
  - 1 bronzo (supergigante ad Alta Savoia 2024)

### Coppa Europa
- Miglior piazzamento in classifica generale: 35ª nel 2025